# Justin Turner
Justin Matthew Turner (ur. 23 listopada 1984) – amerykański baseballista występujący na pozycji trzeciobazowego w  Los Angeles Dodgers.

## Przebieg kariery
Turner studiował na California State University, gdzie w latach 2003–2005 grał w drużynie uniwersyteckiej Cal State Fullerton Titans; w 2004 zwyciężył w College World Series, w których Titans pokonali Texas Longhorns w dwóch meczach. W czerwcu 2006 został wybrany w siódmej rundzie draftu przez Cincinnati Reds, jednak występował tylko w klubach farmerskich tego zespołu. W grudniu 2008 w ramach wymiany zawodników przeszedł do Baltimore Orioles, w którym zadebiutował 9 września 2009. W maju 2010 podpisał kontrakt z New York Mets.
W lutym 2014 podpisał niegwarantowany kontrakt z Los Angeles Dodgers. 16 marca 2014 został włączony do 30-osobowego składu na mecze otwarcia sezonu z Arizona Diamondbacks, które rozegrane zostały 22 i 23 marca w Sydney na stadionie Sydney Cricket Ground. 23 grudnia 2016 podpisał nowy, czteroletni kontrakt z Dodgers.
W lipcu 2017 otrzymał najwięcej głosów (ponad 20 milionów) w historii MLB All-Star Game Final Vote i po raz pierwszy wystąpił w Meczu Gwiazd. W National League Championship Series, w których Dodgers mierzyli się z Chicago Cubs, uzyskał średnią 0,353, zdobył dwa home runy (w tym zwycięskiego w meczu numer 2), zaliczył 6 RBI i wraz z Chrisem Taylorem został wybrany najbardziej wartościowym zawodnikiem serii.

## Nagrody i wyróżnienia
| Nagroda/wyróżnienie | Lata | Źródło |
| All-Star            | 2017 | [ 9 ]  |
| NLCS MVP            | 2017 | [ 10 ] |